# Гамезардашвілі Гогона Іллівна
Гогона Іллівна Гамезардашвілі (1930, село Ецері, тепер Терджольський муніципалітет, Грузія — ?) — грузинська радянська діячка, снувальниця Кутаїської суконної фабрики Грузинської РСР. Депутат Верховної ради СРСР 5-го скликання.

## Життєпис
Народилася в селянській родині. У 1943 році закінчила неповну середню школу села Ецері Терджольського району.
З 1943 року — снувальниця Кутаїської суконної фабрики Грузинської РСР. Перевиконувала виробничі завдання. Обиралася профгрупоргом, членом ревізійної комісії фабричного комітету, членом Кутаїського міського комітету ЛКСМ Грузії.
Член КПРС.
Подальша доля невідома.